# Вовчок зарубчастий
Вовчок зарубчастий, вовчок блідо-квітковий (Orobanche crenata Forssk.) – вид рослин родини вовчкові (Orobanchaceae). Видова назва (crenata) стосується конкретної форми краю пелюсток, з закругленими зубами.

## Опис
Однорічна або багаторічна рослина. Стебла до 80 см, жовтуваті або червонувато-брунатні. Листки 15-35 мм, ланцетні, гострі. Суцвіття до 20 (рідко до 50) см у висоту. Віночок (20-) 25-33 мм, кремово-білий з фіолетовими жилками, більш-менш запушений. Плід має вигляд капсули довжиною від 10 до 12 мм. Насіння майже мікроскопічного розміру. Паразитує на бобових (Leguminosae), часто також на інших рослинах. Цвітіння і плодоношення з березня по червень.

## Поширення
Північна Африка: Алжир; Єгипет; Лівія; Марокко; Туніс. Західна Азія: Кіпр; Єгипет — Синай; Іран; Ірак; Ізраїль; Йорданія; Ліван; Сирія; Туреччина. Кавказ: Вірменія; Азербайджан; Грузія; Росія — Передкавказзя, Дагестан. Європа: Україна [вкл. Крим]; Болгарія; Хорватія; Греція [вкл. Крит]; Італія [вкл. Сардинія, Сицилія]; Словенія; Франція [вкл. Корсика]; Португалія [вкл. Мадейра]; Іспанія [вкл. Балеарські острови]. Висота проживання: 5-1000 м.

## Галерея

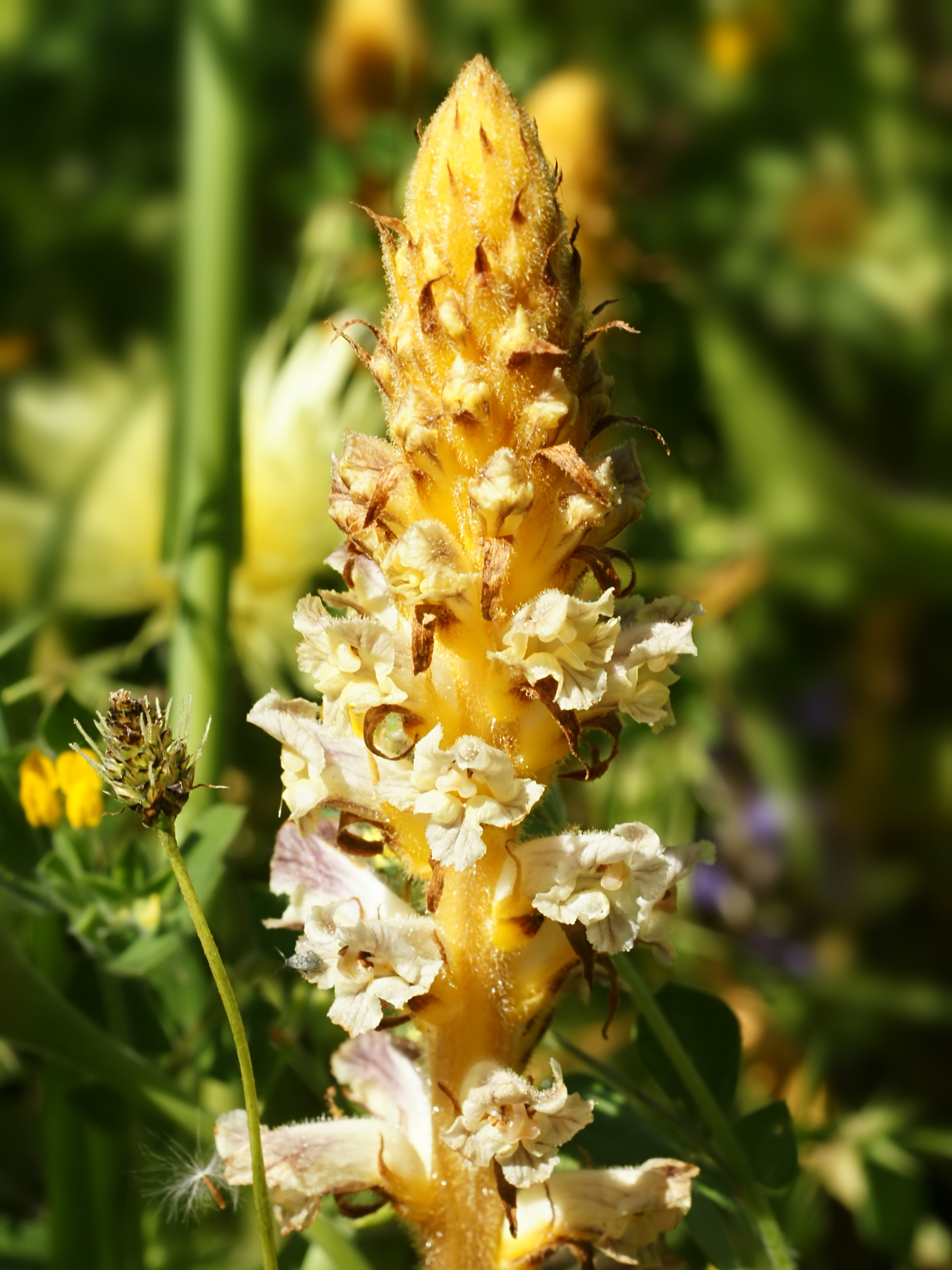